# Mercedes-Benz W22
La Mercedes-Benz W22, o Mercedes-Benz Typ 380 W22 era un'autovetture di lusso prodotta tra il 1933 al 1934 dalla Casa tedesca Mercedes-Benz.

## Profilo e caratteristiche
Nel suo breve arco di produzione, la Typ 380 W22 (da non confondere con la Typ 380S appartenente alla famiglia W10) ha in pratica affiancato il modello 370 W10 a passo normale ed ha sostituito di fatto tutti gli altri membri di tale famiglia. Si tratta di uno degli ultimi progetti di Hans Nibel, prima che un attacco cardiaco lo portasse via nel 1934.
La Typ 380 W22 è considerata l'immediato precursore delle 500K e 540K.
La 380K è stata proposta dalla Casa in più varianti di carrozzeria: torpedo a due porte, limousine, roadster e diversi tipi di cabriolet. Ma per chi voleva, come consuetudine dell'epoca, era possibile ordinare lo chassis nudo da carrozzare a piacimento presso un'altra carrozzeria.
Meccanicamente, la 380 W22 proponeva alcune innovazioni, come le sospensioni a ruote indipendenti con molle elicoidali ed in particolare con retrotreno a semiassi oscillanti, uno schema primitivo oggi caduto in disuso. L'impianto frenante era idraulico, con tamburi sulle quattro ruote. Il cambio era a 3 marce più overdrive, con frizione monodisco a secco.
La 380 W22 è stata proposta in quattro versioni, ognuna equipaggiata con una diversa variante dell'8 cilindri M22.
Nella seguente tabella vengono raccolti i dati relativi alle quattro varianti della 380 W22, tutte prodotte parallelamente, tra il 1933 ed il 1934:
| Versione         | Cilindrata cm³ | Potenza CV/rpm | Velocità max |
| ---------------- | -------------- | -------------- | ------------ |
| Typ 380          | 3823           | 90/3200        | 120          |
| Typ 380K (120CV) | 3823           | 120/3600       | 130          |
| Typ 380K (140CV) | 3823           | 140/3600       | 140          |
| Typ 380K M22I    | 4019           | 144/3600       | 140          |

Nonostante le buone prestazioni motoristiche, specialmente nelle versioni sovralimentate, la clientela rimproverava alla 380 una certa scarsità nelle prestazioni velocistiche. Per questo motivo, nel 1934, dopo circa un solo anno di produzione, il modello venne sostituito dalla 500K W24, destinata a divenire una delle Mercedes-Benz d'epoca più celebrate in futuro.